# Donati (cràter)
Donati és un cràter d'impacte que es troba a les escarpades terres altes del centre-sud de la Lluna, just al nord-oest del cràter Faye, les vores exteriors del qual estan separats per una distància de menys de 10 quilòmetres. Al nord apareix el cràter Airy de grandària similar, i més cap al sud-est s'hi troba Playfair. Donati té un diàmetre de 36 quilòmetres.
La seva paret exterior ha estat erosionada per impactes posteriors, particularment en el sud i en l'est, on els cràters se superposen al brocal del cràter. La vora nord, summament distorsionada, s'uneix amb el cràter satèl·lit de manera irregular Airy C. El sòl interior de Donati és irregular i està marcat per cràters petits, sobretot al sud i al sud-oest. El punt mitjà de l'interior presenta una elevació. El cràter és de l'època Pre-Ímbrica, de fa entre 4550 i 3850 milions d'anys.
Es diu així en honor a l'astrònom italià del segle xix Giovanni Battista Donati.

## Cràters satèl·lit
Per convenció aquests elements són identificats en els mapes lunars posant la lletra en el costat del punt mitjà del cràter que està més prop de Donati.
|        | \| Donati \| Coordenades \| Diàmetre \| \| ------ \| ---------------------------------- \| -------- \| \| A \| 19° 36′ S, 4° 30′ E / 19.6°S,4.5°E \| 9 km \| \| B \| 20° 24′ S, 5° 42′ E / 20.4°S,5.7°E \| 11 km \| \| C \| 19° 54′ S, 3° 24′ E / 19.9°S,3.4°E \| 8 km \| \| D \| 22° 06′ S, 5° 48′ E / 22.1°S,5.8°E \| 5 km \| \| K \| 21° 06′ S, 6° 48′ E / 21.1°S,6.8°E \| 13 km \| |          |
| Donati | Coordenades | Diàmetre |
| A      | 19° 36′ S, 4° 30′ E / 19.6°S,4.5°E | 9 km     |
| B      | 20° 24′ S, 5° 42′ E / 20.4°S,5.7°E | 11 km    |
| C      | 19° 54′ S, 3° 24′ E / 19.9°S,3.4°E | 8 km     |
| D      | 22° 06′ S, 5° 48′ E / 22.1°S,5.8°E | 5 km     |
| K      | 21° 06′ S, 6° 48′ E / 21.1°S,6.8°E | 13 km    |